# Lutjanus dentatus
Lutjanus dentatus is een straalvinnige vissensoort uit de familie van snappers (Lutjanidae). De wetenschappelijke naam van de soort is voor het eerst geldig gepubliceerd in 1861 door Duméril.